# Neulobeda

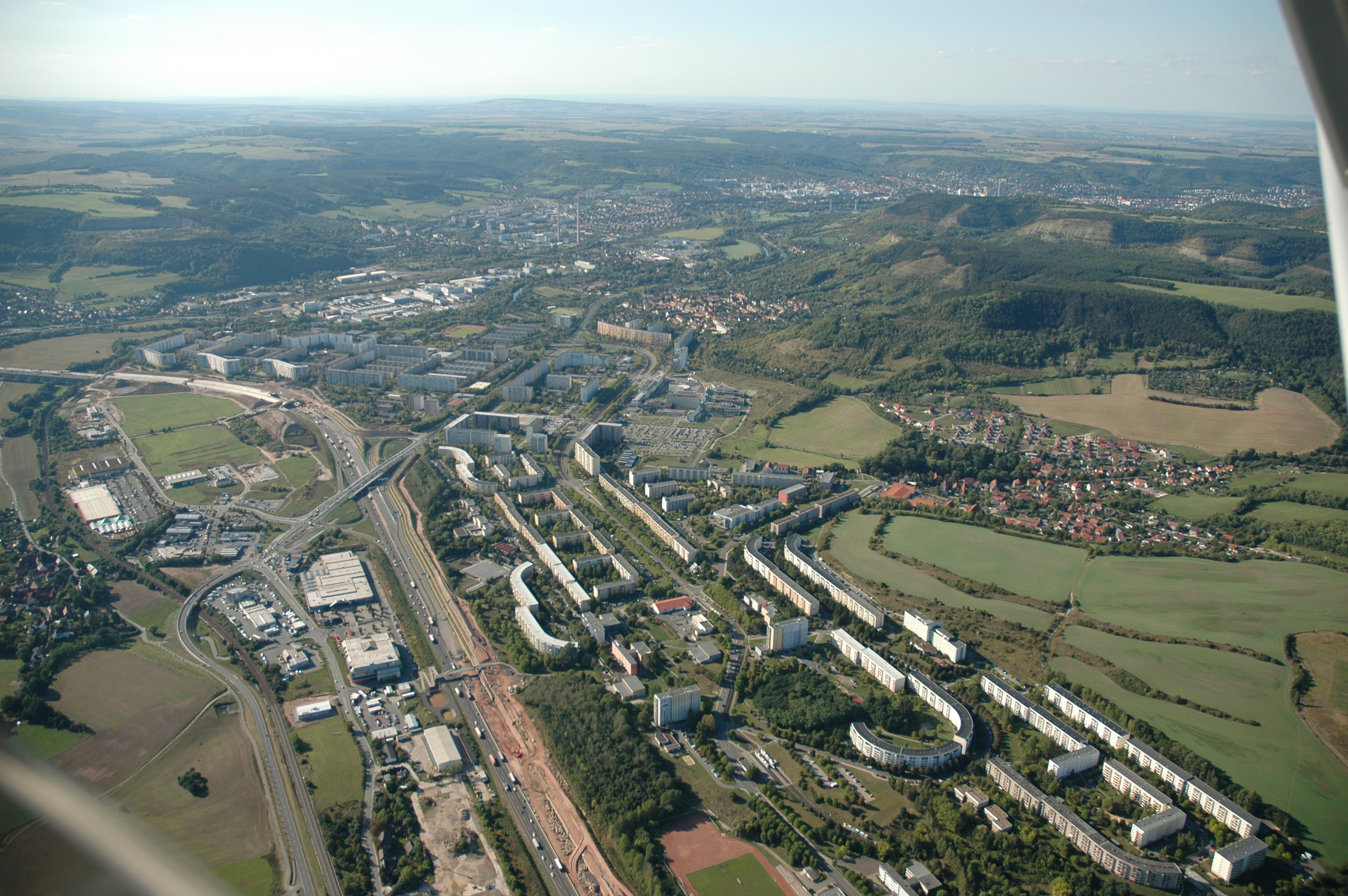
Luftaufnahme, im Vordergrund Lobeda-Ost, im Hintergrund links Lobeda-West (2008)

Neulobeda ist mit über 22.000 Einwohnern der größte Ortsteil der thüringischen Universitätsstadt Jena. Die Einwohner verteilen sich auf eine Fläche von 3,6 km². Das ergibt eine sehr hohe Bevölkerungsdichte von 6132 Einwohnern je km². Die etwa sieben Kilometer südlich des Stadtzentrums gelegene Plattenbau-Trabantenstadt wurde unter den Namen Neulobeda-West und Neulobeda-Ost zwischen 1966 und 1986 errichtet. Beide Teile des so genannten Neubaugebiets grenzen unmittelbar an die Flur des namensgebenden Ortsteils Lobeda-Altstadt.

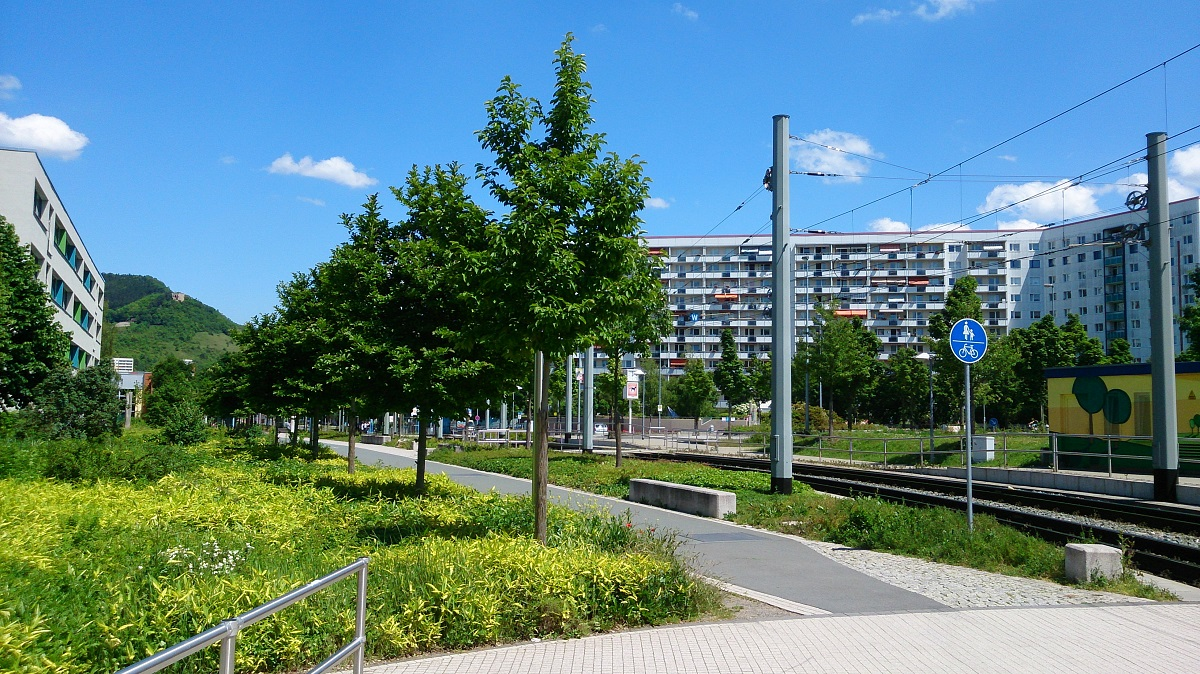
Lobeda-West (2014)

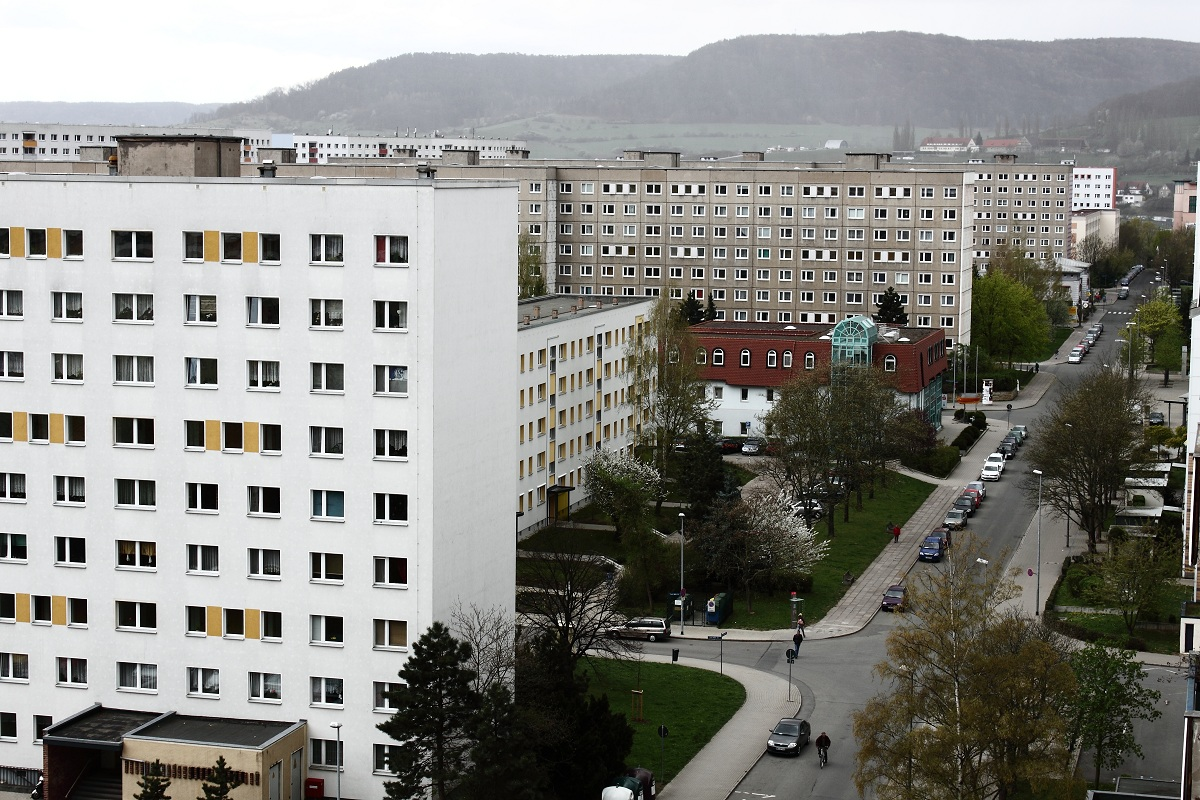
Stauffenbergstraße in Lobeda-West (2011)

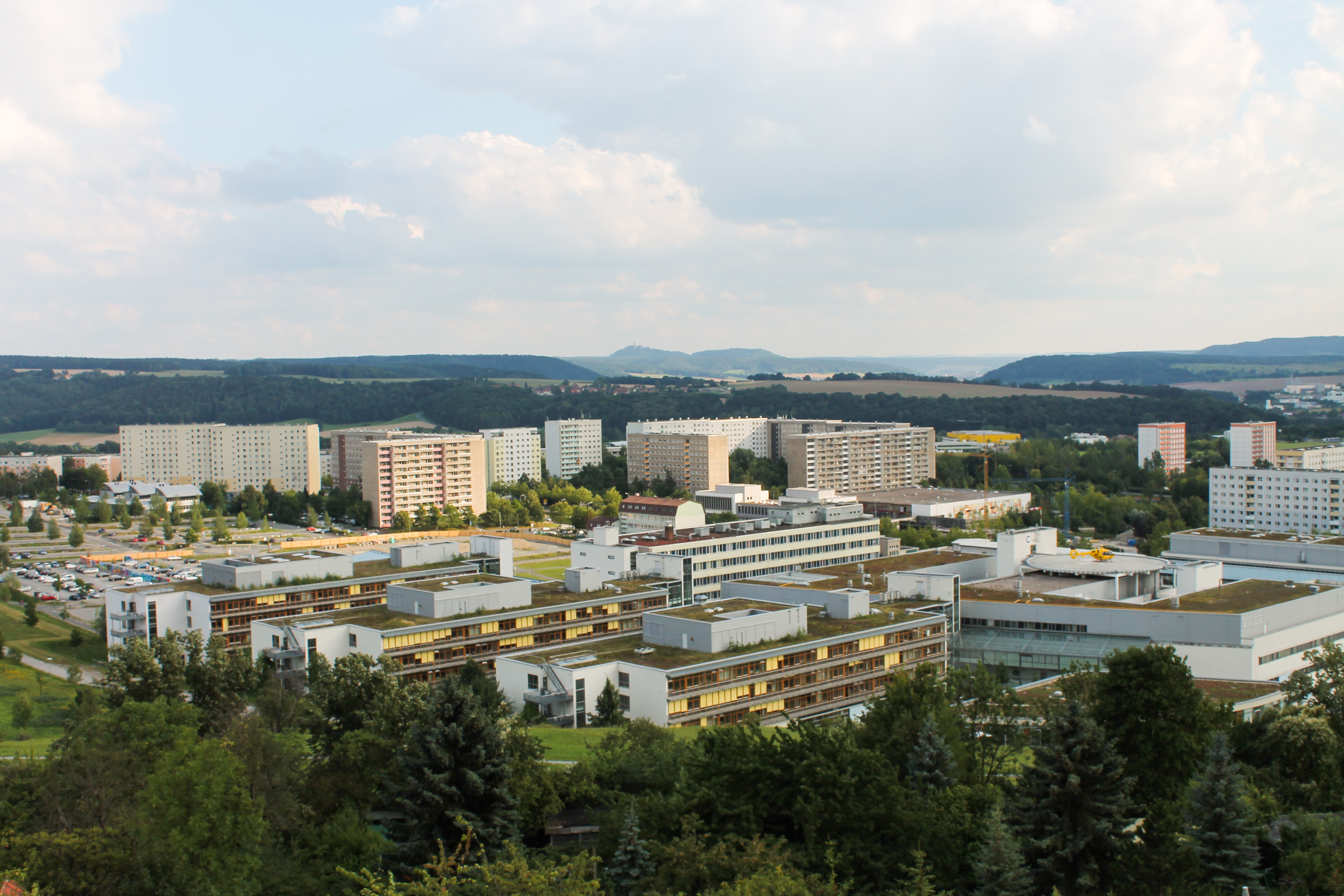
Das Universitätsklinikum Jena im Vordergrund, dahinter Wohnblocks in Lobeda-Ost

Die Grenze zwischen Lobeda-West und Lobeda-Ost, so die geläufigen Bezeichnungen, bildet die 1968 angelegte und erst nach 1989 so benannte Stadtrodaer Straße.

## Geschichte

### Vorgeschichte und Ausbau zur DDR-Zeit
Erste Ideen zum Bau Neulobedas stammen von 1950, als die Leitung des Universitätsklinikums vorschlug, das Klinikum vom beengten und stark von Luftverschmutzung betroffenen Gelände an der Bachstraße auf ein unbebautes Gebiet südlich von Lobeda zu verlegen. Vom Geographischen Institut der Jenaer Universität wurde das Projekt sehr kritisch bewertet, besonders wegen der großen Entfernung und unzureichenden Verkehrsverbindungen zur Innenstadt. Auch würde die daraus hervorgehende Trabantenstadt dem Charakter Jenas als Kernstadt (im geographischen Sinne; Gegensatz: Bandstadt) widersprechen und sei unter Einrechnung aller externen Kosten voraussichtlich unrentabel. Bedenken bezüglich der Stadtstruktur spielten jedoch keine Rolle mehr, als (hauptsächlich für Mitarbeiter des Zeiss-Kombinats, vor allem junge Familien mit Kindern) neuer Wohnraum geschaffen werden musste. Die Vorgaben dafür wurden durch Beschlüsse des ZK der SED und des DDR-Ministerrates immer weiter gesteigert, 1968 erwartete man beispielsweise für das Jahr 2000 183.000 Einwohner in Jena. Das Klinikprojekt wurde zurückgestellt und erst nach 1970 in die bereits voll im Bau befindliche Großwohnsiedlung integriert.
Die Planung des Projekts erfolgte durch ein Architektenkollektiv unter der Leitung von Lothar Bortenreuter. Neulobeda entstand als sozialistische Planstadt auf der Grünen Wiese mit Elementen der autogerechten Stadt, jedoch hoher Bedeutung des ÖPNV. Im Baugebiet befand sich außer Ackerflächen nur eine große Schweinemästerei für bis zu 10.000 Tiere, die stillgelegt und abgebrochen wurde.
Der erste Spatenstich zur Erschließung erfolgte am 20. November 1964. Das Ziel war, Mietwohnungen mit Fernheizung und Komfort für etwa 40.000 Menschen zu schaffen. Die Bebauung entstand zwischen 1966 und 1986 in mehreren Abschnitten von Nord nach Süd und West nach Ost. Die ersten Wohnhäuser montierte man ab August 1966 auf einer isolierten Fläche am Nordrand des späteren Teilgebiets Neulobeda-West (Edwin-Morgner-Straße, heute Theobald-Renner-Straße). Sie wichen in der Bauweise (Kleinplatten-Bauart Typ „Magdeburg“ ähnlich 
Gebäudetyp QX) von den später erbauten Häusern ab und wurden ab Dezember 1967 bezugsfertig; wenig später entstanden ähnliche Häuser entlang der heutigen Stauffenbergstraße (damals Otto-Grotewohl-Straße). Das Wohngebiet wurde anfangs von einem kleinen Heizwerk auf Ölbasis an der Edwin-Morgner-Straße (Lage, später wieder rückgebaut) mit Fernwärme versorgt, da das große Heizkraftwerk in Winzerla noch im Bau war.
Die Verkehrsverbindung zur Innenstadt erfolgte anfangs noch über Lobedaer, Rudolstädter und Kahlaische Straße; an der Landstraße nach Stadtroda (spätere Stadtrodaer Straße) wurde zur Erschließung eine behelfsmäßige Bauabfahrt eingerichtet. Im Frühjahr 1968 gab es eine erste provisorische Lebensmittel-Verkaufsstelle sowie ein Postamt und eine Arztpraxis. Im September 1968 wurde die Schnellstraße durch die Oberaue als schnelle Direktverbindung zur Innenstadt, 1969 eine erste Schule und 1970 eine Kaufhalle eröffnet. Die ersten Hochhäuser (Bauart P2) waren 1969 bezugsfertig. Erst um 1970 wurden die Verkehrsverhältnisse durchgreifend verbessert, indem erste Abschnitte der Karl-Marx-Allee fertiggestellt wurden. 
Ab 1971 entstanden die Wohngebiete östlich der Stadtrodaer Straße bis etwa zur Ebereschenstraße, der damaligen Heinrich-Rau-Straße. Im Mai 1972 wurden die ersten Wohnungen in Neulobeda-Ost bezogen. Im August 1975 wurde die Straßenbrücke über die Stadtrodaer Straße hinweg fertiggestellt, so dass die Karl-Marx-Allee seither durchgehend befahrbar ist. Nun band man Neulobeda in der heutigen Form mit der „Spinne“ als leistungsfähiges Straßenkreuz in die Stadtrodaer Straße ein. Als letzter Abschnitt entstand in den frühen 80er-Jahren der östliche Siedlungsbereich, der bis über die Stadtgrenze hinaus auf das Gebiet der Gemeinde Drackendorf reicht. 1982 konnten als erstes die Wohnungen am Salvador-Allende-Platz bezogen werden. In der Folgezeit wurden die letzten Neubauten in Lobeda-Ost fertig, womit das Neubauprojekt Neulobeda um 1988 abgeschlossen werden konnte. Die Karl-Marx-Allee war so gestaltet, dass zu einem späteren Zeitpunkt eine Straßenbahn auf einem eigenen Gleiskörper eingerichtet werden könnte, was jedoch zu DDR-Zeiten nicht mehr erfolgte. Daher war die Einrichtung zahlreicher leistungsfähiger Buslinien nötig, die Neulobeda mit Winzerla und dem Stadtzentrum verbanden. Das heutige Gewerbegebiet Lobeda-Süd, welches sich jenseits der Autobahn befindet, entstand erst nach 1990.
Die meisten Wohnhäuser wurden Eigentum der Stadt (Kommunale Wohnungsverwaltung Jena – heute jenawohnen), einen geringeren Bestand hatte die  AWG „Carl Zeiss“ (heute WG „Carl Zeiss“ eG). Einzelne Häuser erhielten die Örtliche AWG (heute ÖWG Jena eG) und die AWG Jenaer Glaswerk Schott & Gen. (heute Wohnungsgenossenschaft Saaletal eG), ein privater Erwerb von neu erbauten Mehrfamilienhäusern oder einzelnen Wohnungen war in der DDR nicht zulässig.
Die Neulobedaer Chronik nennt für 1976 38.800 (davon etwa 10.000 Kinder), 1979 etwa 40.000 und 1989 35.000 Einwohner im Stadtteil. Jena insgesamt wuchs von 1967 bis 1976 nur von 83.853 auf 100.810 Einwohner (siehe Einwohnerentwicklung von Jena), also rund 17.000 Menschen. Weit über 10.000 Einwohner des „alten“ Stadtgebiets waren also in dieser Zeit nach Neulobeda umgezogen.

### Nach der politischen Wende in der DDR
In Folge der Wiedervereinigung 1989 entfielen die für das DDR-Wohnungswesen typischen staatlichen Restriktionen, und es bildete sich ein Wohnungsmarkt heraus. Nun konnte jedermann nach Bedarf und wirtschaftlichen Möglichkeiten Wohnraum erbauen, mieten, kaufen, ausstatten, und fortschrittliche Haustechnik war nicht mehr fast nur auf Plattenbaugebiete beschränkt. Die folgende Tabelle zeigt die Entwicklung der Einwohnerzahl Neulobedas nach 1990 nach statistischen Bezirken (ab 1995 jeweils zum 31. Dezember; Quelle: Jahresdaten des Melderegisters aus den Statistischen Quartalsberichten der Stadt Jena, Abweichungen zu anderen Quellen sind möglich): 
|                              | Januar 1993 | April 1994 | 1995   | 2000   | 2005   | 2010   | 2015   | 2020   | 2023   |
| ---------------------------- | ----------- | ---------- | ------ | ------ | ------ | ------ | ------ | ------ | ------ |
| Lobeda-West                  | 12.252      | 12.133     | 11.293 | 9.240  | 9.360  | 9.129  | 9.923  | 10.395 | 10.523 |
| Lobeda-Ost bzw. Mitte        | 13.765      | 11.107     | 10.629 | 6.592  | 5.777  | 5.769  | 5.859  | 5.517  | 5.545  |
| Lobeda-Ost, Flur Drackendorf | 6.162       | 8.582      | 8.065  | 6.993  | 6.515  | 6.467  | 6.396  | 6.130  | 6.114  |
| Summe                        | 32.179      | 31.822     | 29.987 | 22.825 | 21.652 | 21.365 | 22.178 | 22.042 | 22.182 |

(Anmerkung: In der Jenaer Stadtplanung hat sich heute, beispielsweise im Integrierten Entwicklungskonzept 2009 – IEK 2009 – für das bisherige Gebiet Lobeda-Ost außerhalb der Drackendorfer Flur, im Wesentlichen das Hochhausgebiet östlich der Stadtrodaer Straße bis zum Klinikum und dieses selbst, die Bezeichnung Lobeda-Mitte durchgesetzt; die Bezeichnung Lobeda-Ost beschränkt sich heute auf das Gebiet auf Drackendorfer Flur.)
Im Zuge der Anwendung des Altschuldenhilfe-Gesetzes wurden nach 1990 zahlreiche Häuser an Erwerber außerhalb des alten Eigentümerkreises verkauft, so an zwei neu gegründete Genossenschaften (WG „Unter der Lobdeburg“ e.G. in der Bonhoefferstraße und WG „Lobeda West“ e.G. in der Theobald-Renner-Straße), das Studierendenwerk Thüringen und zwei private Wohnungsunternehmen (W.O.H.N.E.N. Zwischenerwerber GmbH und BAU CONTROL GmbH). Damit gab es 2009 neun Großvermieter in Neulobeda (Liste im IEK 2009, Druckseite 15). In weiteren Häusern bildeten sich Wohnungseigentümergemeinschaften.
In dieser Zeit bildeten sich auch in Jena soziale Schichten aus, deren Vertreter auf der Basis ihres materiellen Vermögens relativ gut zuzuordnen sind. Damit änderten sich die Ansprüche der so genannten Mittelschicht an ihr Wohnumfeld (von moderner Plattenbauwohnung hin zum Eigenheim mit Garten) und das Wohngebiet durchlief eine eigendynamische Abwärtsspirale aus Imageverlust und sozialer Entmischung.
Auch übergeordnete Nach-Wende-Phänomene wie steigender Sterbeüberschuss, Einwohnerverlust und Massenarbeitslosigkeit sowie die aus solcher folgende individuell erlebte Perspektivlosigkeit vereitelten lange Zeit die Wiederaufwertung Neulobedas und ebneten den Weg für Verfallssymptome, konkret für den Wegfall der gegenseitigen sozialen Kontrolle, steigende Kriminalität, offenen Extremismus und Vandalismus. Ab Mitte der 1990er Jahre befand sich Neulobeda auf dem Weg zum Sozialen Brennpunkt, obwohl sich in diesen Jahren die kommerzielle Infrastruktur verbesserte.
1998 wurden die Stadtteile Lobeda-West und Lobeda-Ost zur Ortschaft Neulobeda zusammengefasst, womit erstmals die zuvor nur umgangssprachlich bestehende Bezeichnung amtlich verwendet wurde. Die Einwohner wählten am 27. November 1998 Ortschaftsrat und Ortsbürgermeister. Dieses Amt wird seitdem von Volker Blumentritt (SPD) bekleidet.
Um die Wohnsituation im Stadtteil zu verbessern, wurden zahlreiche Wohnungen und Flächen aus dem Bund-Länder-Programm Die Soziale Stadt modernisiert. Die angrenzende Bundesautobahn 4 wurde bis 2010 im Bereich Lobeda abgesenkt und eingehaust. Die Absenkung wurde durch große Natursteinblöcke hangseitig stabilisiert, über der knapp 600 Meter langen Einhausung wurde eine ca. 7 Hektar große Grünfläche angelegt und als Park mit Radwegen gestaltet.
Leerstehende Wohnblöcke wurden abgerissen oder Etagen abgetragen, die verbleibenden Gebäude modernisiert. Seit 2005 ist so der Leerstandsanteil sinkend, das Wohnviertel wird wieder beliebter. Auch der Neubau des Universitätsklinikum Jena machte den Stadtteil attraktiver. Im Umfeld des Klinikums, in den frei gewordenen Flächen zwischen den bestehenden Plattenbauten, wurden kleinere moderne Neubauten mit hochwertigen Wohnungen und Gewerbeeinheiten errichtet. Neben den bestehenden Parks wurden neue Freiflächen und Sportanlagen gestaltet.
Ende 2022 war Neulobeda auf 21'753 Einwohner gewachsen.

## Religion

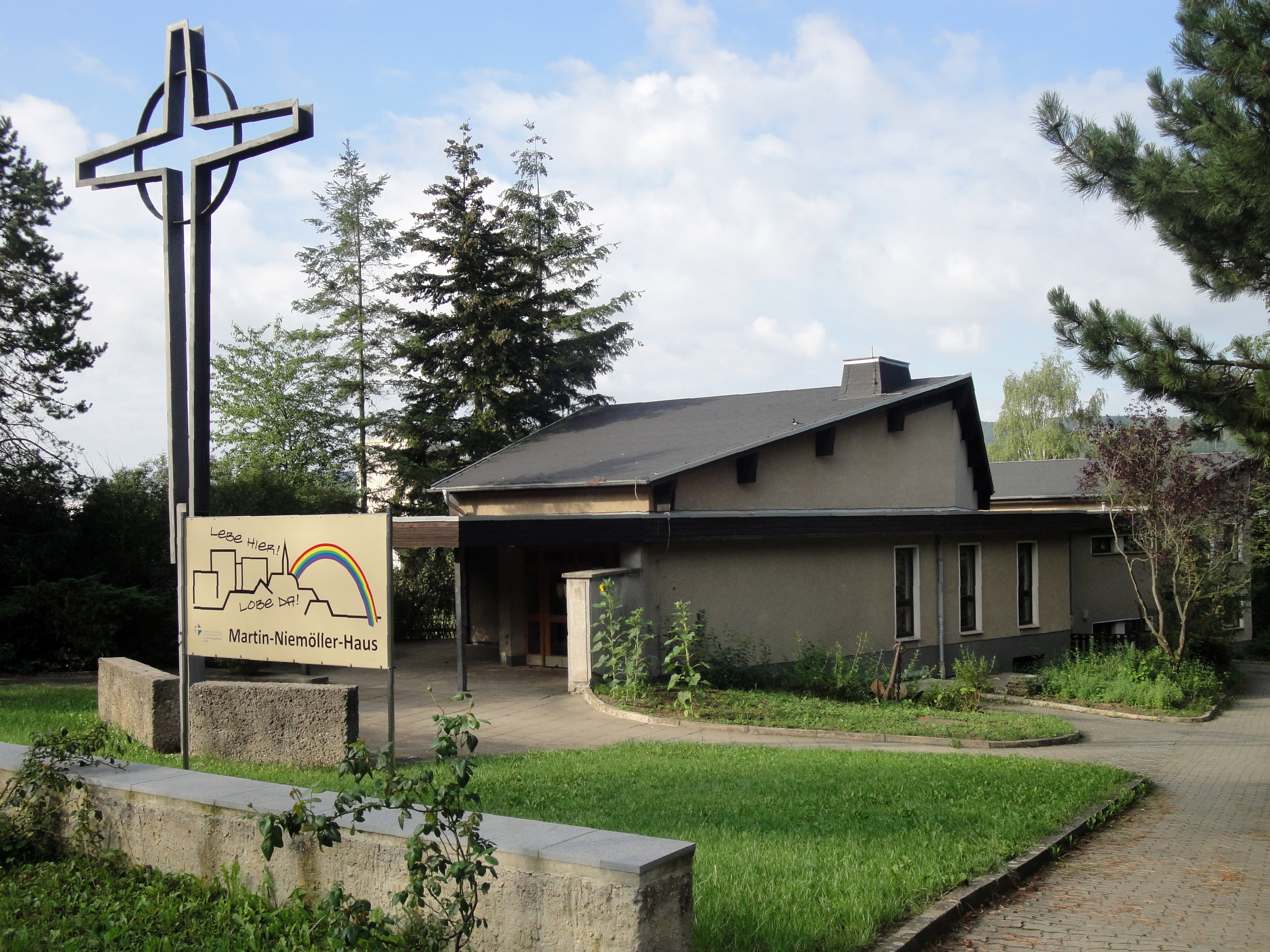
Martin-Niemöller-Haus in Jena-Lobeda (2015)

In Lobeda-Ost gibt es eine Außenstelle der Missionarinnen Christi. Von 1981 bis 1983 wurde das evangelisch-lutherische Martin-Niemöller-Haus, ein Gemeindehaus mit Kirchsaal, erbaut, das in unmittelbarer Nähe zu Lobeda-Ost im Ortsteil Lobeda-Altstadt liegt.

## Bildung
In Lobeda-West ist u. a. das Otto-Schott-Gymnasium angesiedelt. Weiterhin existieren die Förderschule Janis-Schule, zwei Regelschulen (Lobeda-Ost, -West), verschiedene Grundschulen und die SBBS für Gesundheit und Soziales. Seit dem Schuljahr 2015/16 ist das zuvor leerstehende Schulgebäude der ehemaligen POS Emil Wölk in Lobeda-West an die Freie Fachschule für Sozialwesen der Thüringer Sozialakademie vermietet.

## Verkehr

### Straßenverkehr

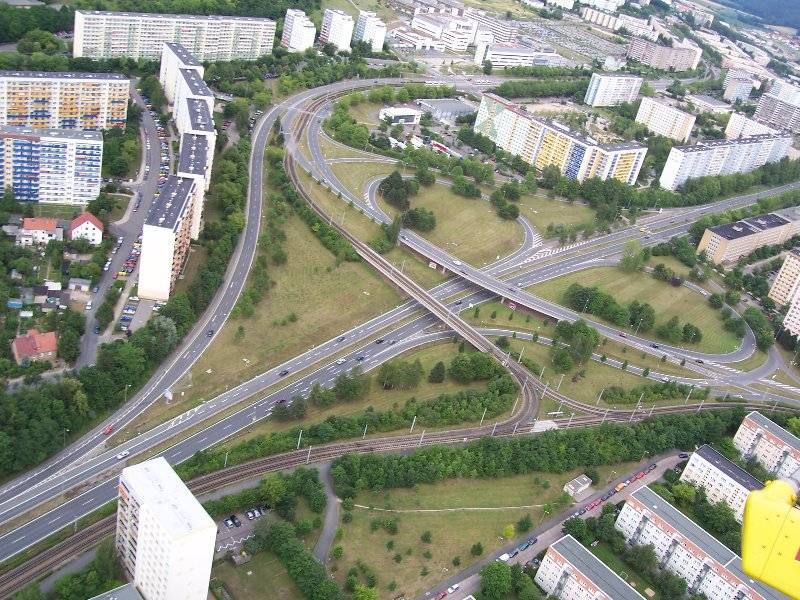
Kreuzung in Lobeda, im Hintergrund die Neubauten der Universitätsklinik

Neulobeda ist über die teilweise kreuzungsfreie Schnellstraße (B 88) gut erschlossen und verbindet die Trabantenstadt mit dem Stadtzentrum Jenas. In südlicher Richtung liegt eine der zwei Autobahnausfahrten Jenas an der A4. Diese früher namenlose Straße führt seit 1991 den Namen Stadtrodaer Straße. Innerhalb von Neulobeda befindet sich ein komplexes Kreuzungsbauwerk (genannt Die Spinne), mit dem die Stadtrodaer Straße mit einer Haupterschließungsachse innerhalb des Stadtteils verbunden ist. Diese Achse, die Neulobeda von Ost nach West komplett durchläuft, nennt sich heute Karl-Marx-Allee und Erlanger Allee. Der Teil in Lobeda-Ost, der heute Erlanger Allee heißt, nannte sich bis 1991 Karl-Marx-Allee. Zahlreiche, aber bei weitem nicht alle Straßen innerhalb des Wohngebiets wurden nach der Wende umbenannt.

### Bahnverkehr
Lobeda-Ost ist mit den Linien 3 und 5 sowie Lobeda-West mit den Linien 1, 3 und 4 der Straßenbahn Jena 24 Stunden am Tag erreichbar. Diese weitestgehend auf eigenen Gleiskörpern verkehrende Straßenbahn gibt es erst seit Dezember 1996, nachdem 1991 konkret mit den Planungen derartiger Schienenverbindungen nach Neulobeda begonnen wurde. Zuvor wurde Neulobeda ausschließlich durch zahlreiche Buslinien mit dem Stadtzentrum verbunden: Zu DDR-Zeiten war immer wieder eine Straßenbahn nach Neulobeda geplant, aber die wirtschaftlichen Verhältnisse der DDR ließen einen Bau nicht zu. In den 60er und frühen 70er Jahren gab es ernstgemeinte Pläne, eine leistungsfähige Alwegbahn als Hochbahn von Neulobeda in das Stadtzentrum zu bauen, deren Planung aber auf Ministerratsbeschluss 1971 verworfen wurde, da der Bau einer solchen Bahn mit „heimischen“ Mitteln nicht umsetzbar war.

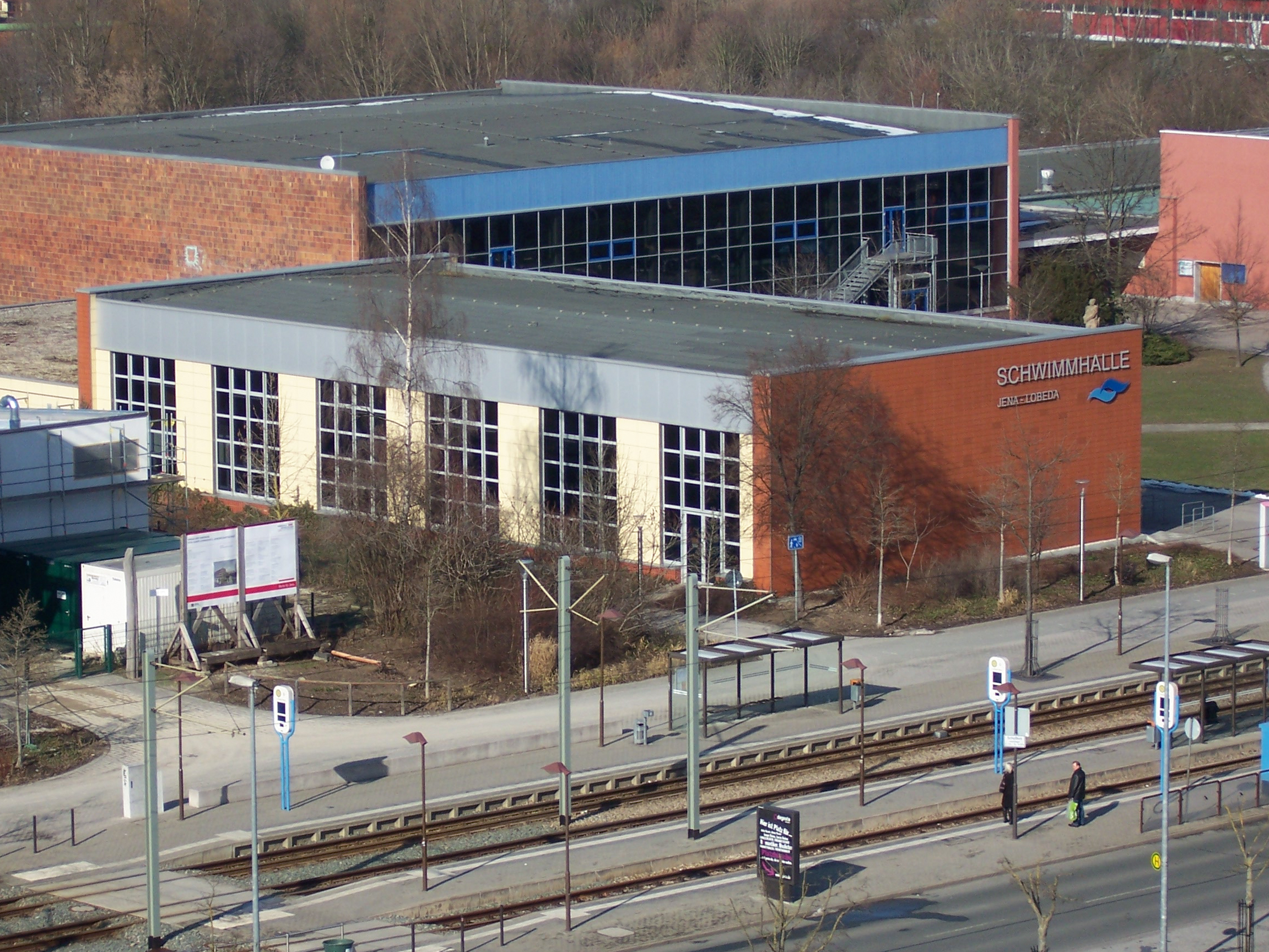
Straßenbahnhaltestelle „Lobeda-West“, im Hintergrund die Schwimmhalle (2013)

Mit dem Zug ist Neulobeda über den Bahnhof Jena-Göschwitz erreichbar. Dort verkehren alle Regionalzüge in Richtung Naumburg, Saalfeld, Erfurt, Gera und Pößneck. Der Bahnhof liegt westlich von Lobeda-West und ist fußläufig und mit der Straßenbahn (Linien 1 und 3) zu erreichen. Die Anbindung an den Fernverkehr erfolgt über den Bahnhof Jena Paradies im Jenaer Stadtzentrum und ist ebenso mit der Straßenbahn erreichbar. Südöstlich der Kernbebauung von Lobeda-Ost liegt der Bahnhof Neue Schenke, an dem nur die Regionalbahn von Weimar nach Gera hält.

## Gesundheit und Wirtschaft

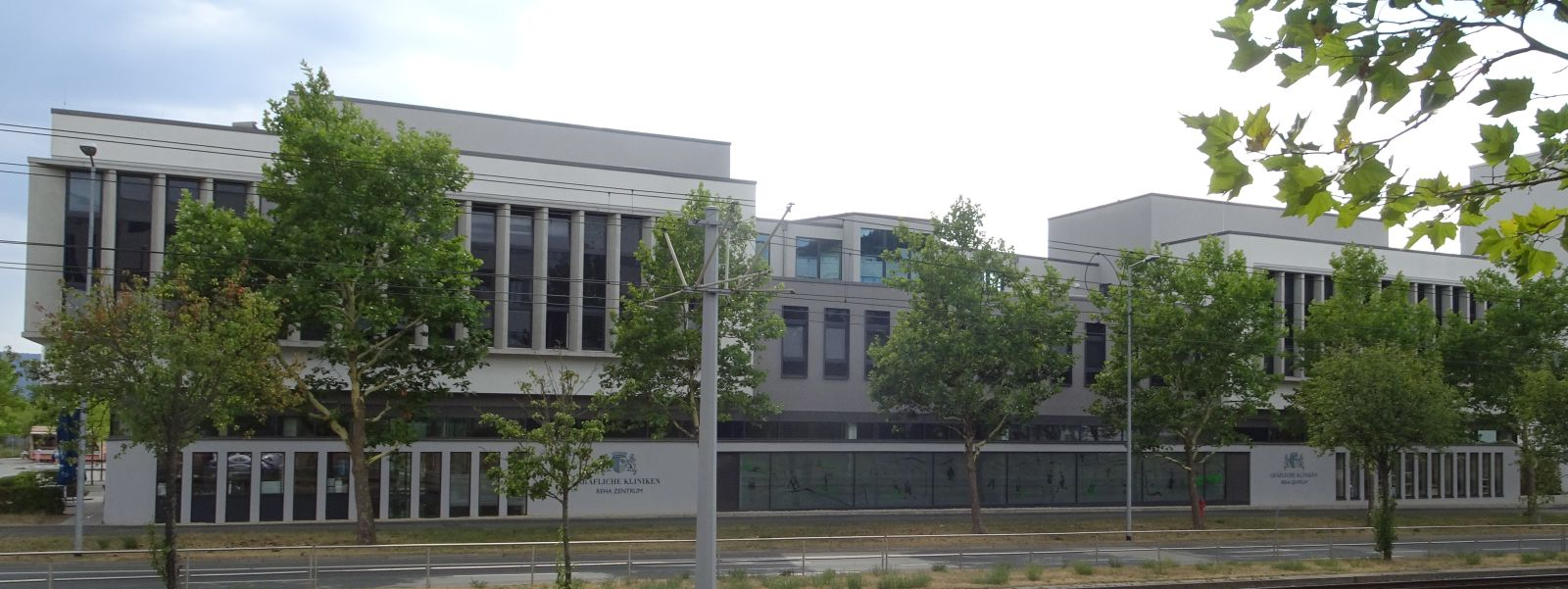
Ambulantes Reha Zentrum Jena

Die seit 1950 erörterte und nach 1970 begonnene Umsiedlung der Universitätskliniken der Friedrich-Schiller-Universität Jena nach Lobeda-Ost (Eröffnung des ersten Bauabschnitts – Klinik für Innere Medizin – am 11. Dezember 1980) wurde abgebrochen und erst nach der Wiedervereinigung 1990 unter dem Titel Klinikum 2000 fortgesetzt.
In unmittelbarer Nähe des Uniklinikums befindet sich das Ambulante Reha-Zentrum Jena der Gräflichen Kliniken Bad Driburg.
Im Bereich Lobeda-Süd befindet sich ein Gewerbe- und Einkaufsgebiet.

## Sport und Freizeit
In Neulobeda gibt es viele Sport- und Freizeitmöglichkeiten. Hierzu zählen die Schwimmhalle Lobeda-West, mehrere Sportplätze und Sporthallen sowie zahlreiche kleine Spielplätze. Das Fair Resort in Lobeda-Ost bietet auf Indoor-Plätzen Tennis, Badminton, Fitness und Bowling an, in Lobeda-Ost gibt es eine weitere Gaststätte mit Bowlingbahnen. Auf einem Festplatz finden u. a. regelmäßig Konzerte der Jenaer Philharmonie statt.
Der Verein KOMME e. V. bietet neben der Schulsozialarbeit an drei Lobedaer Schulen mehrere Betreuungsmöglichkeiten an:
- Kinder- und Jugendzentrum KLEX
- KuBuS (Kultur-, Begegnungs- und Sportzentrum)
- Stadtteilzentrum LISA (Lobedaer Informations-, Spaß- und Aktionszentrum)[25]
- Jugendzentrum Treffpunkt (einziger städtischer Jugendclub)